# Тапачула
Тапачу́ла-де-Ко́рдова-и-Ордо́ньес (исп. Tapachula de Córdova y Ordóñez), до 1997 года просто Тапачу́ла (исп. Tapachula) — город в Мексике, штат Чьяпас, входит в состав муниципалитета Тапачула и является его административным центром. Численность населения, по данным переписи 2020 года, составила 217 550 человек — это второй показатель после столицы штата, города Тустла-Гутьеррес.

## Общие сведения
Название Tapachula с языка науатль можно перевести как — «место между во́дами».
Поселение было основано как аванпост ацтеков в 1486 году военачальником Тильтотлем по распоряжению императора Ауисотля.
23 мая 1794 года Тапачула становится во главе региона Соконуско, вместо Эскуинтлы, подвергшейся паводкам.
29 октября 1813 года поселение получает статус вильи, а 11 сентября 1842 года — статус города.
В 1997 году к названию города была добавлена фамилия уроженца города — Матиаса Кордова-и-Ордоньеса, участвовавшего в борьбе за независимость Чьяпаса от Мексики.

## География
Город расположен на юге Мексики, у границы с Гватемалой.
Основные реки, протекающие в пределах муниципалитета: Коатан, Килко и Уэуэтан.

### Климат
Климат Тапачулы — жаркий и влажный на протяжении всего года. Среднегодовая температура варьируется от 24 до 35°С в зависимости от района. Наиболее жаркий период продолжается с марта по май, наиболее дождливые месяцы — июнь и сентябрь. Уровень осадков составляет от 2 300 до 3 900 мм в год. В сентябре и октябре сильные дожди и ураганы служат причиной наводнений в некоторых районах муниципалитета.

## Инфраструктура
Город обслуживает Международный аэропорт Тапачула, являющийся самым южным в стране.

## Галерея

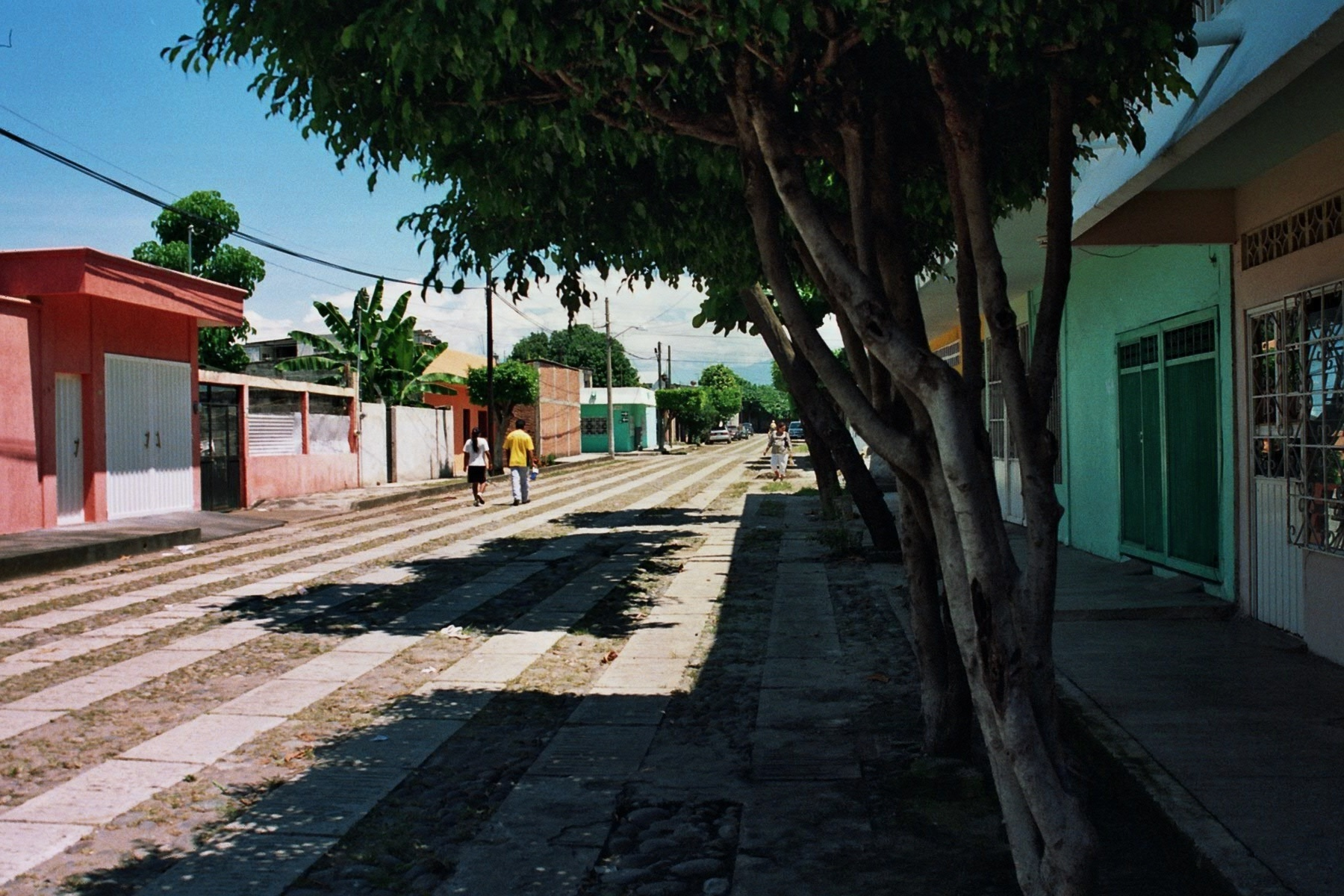
Одна из улиц города
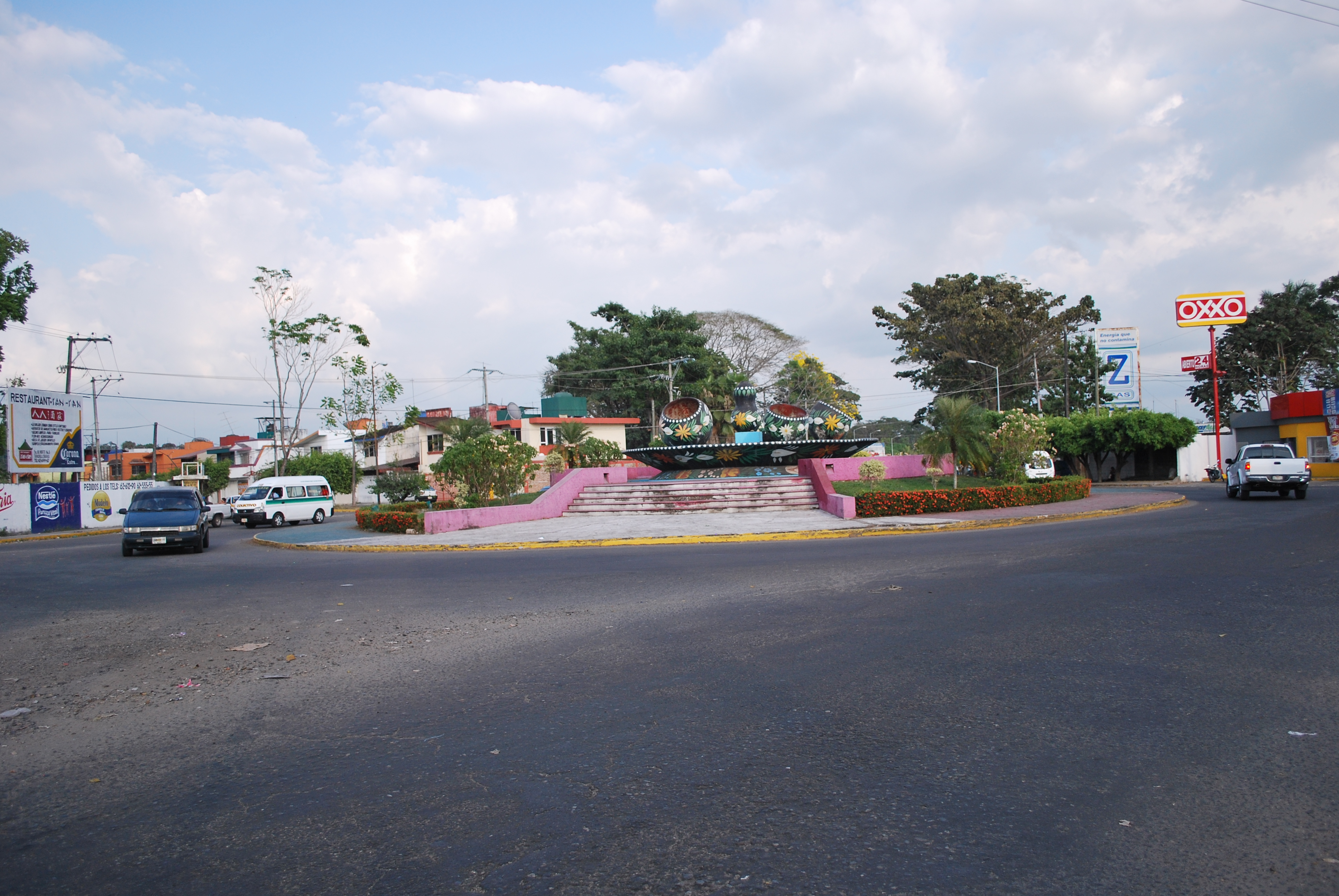
Монумент тыквам
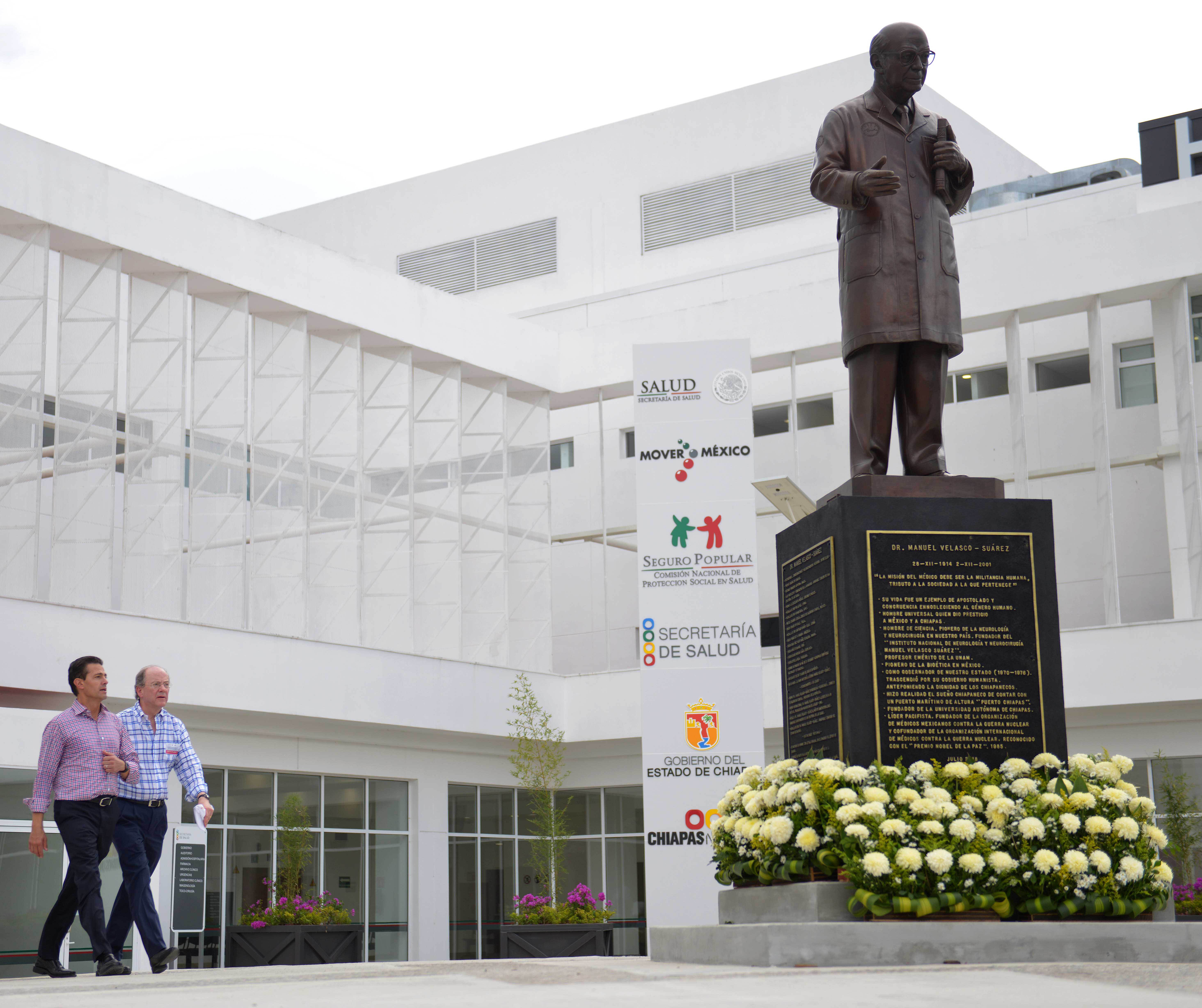
Монумент Доктору Мануэлю Веласко